# Єврейський історичний інститут
Єврейський історичний інститут (пол. Żydowski Instytut Historyczny) — дослідний центр у Варшаві. Заснований 1948 року з метою координації роботи єврейських історичних товариств, які збирали, головним чином, матеріали про Голокост.
У 1970 офіційна польська преса звинуватила Єврейський історичний інститут в некритичній оцінці становища євреїв в Польщі в роки німецької окупації і в невірному висвітленні повстання у Варшавському гетто. Директор Єврейського історичного інституту Шимон Датнер був змушений подати у відставку. У 1971-77 рр. обов'язки директора виконував Маріан Фукс, в 1977 директором Єврейського історичного інституту був призначений Маврици Горн.